# Erlbach
Erlbach är en kommun och ort i Landkreis Altötting i Regierungsbezirk Oberbayern i förbundslandet Bayern i Tyskland.
Kommunen ingår i kommunalförbundet Reischach tillsammans med kommunerna Perach och Reischach.